# Polinezja Francuska na Mistrzostwach Świata w Lekkoatletyce 2019
Polinezja Francuska na Mistrzostwach Świata w Lekkoatletyce 2019 – reprezentacja Polinezji Francuskiej podczas mistrzostw świata w Doha liczyła tylko jednego zawodnika.

## Skład reprezentacji

### Mężczyźni
| Zawodnik       | Konkurencja   | Eliminacje | Eliminacje | Półfinał | Półfinał | Finał | Finał   |
| Zawodnik       | Konkurencja   | Wynik      | Pozycja    | Wynik    | Pozycja  | Wynik | Pozycja |
| -------------- | ------------- | ---------- | ---------- | -------- | -------- | ----- | ------- |
| Grégory Bradai | Bieg na 200 m | 22,79      | 50.        | DNQ      | DNQ      | DNQ   | DNQ     |